# Ludwigshafener Originale
Die Ludwigshafener Originale sind stadtbekannte Personen, die durch ihre Eigenheiten, Erlebnisse oder ihr Handeln in der lokalen Stadtbevölkerung Ludwigshafens Bekanntheit erlangt haben. Geschichten, Erzählungen und Legenden über sie bestehen noch viele Jahre nach dem Tod.

## Liste der Originale

### Bernhard Wadle-Rohe
Bernhard Wadle-Rohe (* 23. Mai 1952) ist ein Performancekünstler, pfälzischer Mundartautor und Kommunalpolitiker. Er erlangte seit Ende der 1980er Jahre durch seine exzentrische Vortragsweise als „General Schweißtropf“ stadtweite Bekanntheit und wurde als Original bezeichnet. In den Jahren 2001 und 2009 trat er als parteiloser Kandidat für die Oberbürgermeister-Wahl an, erreichte jedoch nie 1 % der Wählerstimmen. Seit 2019 ist er für die Liste der Linken im Ortsbeirat der Nördlichen Innenstadt aktiv. Diese stellte ihn auch als Kandidaten für die Ortsvorsteher-Wahl der Nördlichen Innenstadt 2021 auf.
Im Januar 2024 verkündete er sich aus der Kommunalpolitik zurückziehen zu wollen. In diesem Zuge bezeichnete die Rheinpfalz ihn als „Lautsprecher der Linken“.

### Dingese Walles
Peter Dinges, lokal bekannt als Dingese Walles, ist vor allem im heutigen Stadtteil Rheingönheim als Original bekannt. Er arbeitete vor Ort als Zimmermann und wurde vor dem Ersten Weltkrieg geboren, er starb in den 1920er Jahren. Für seine Familie, bestehend aus seiner Ehefrau, drei Töchtern und vier Söhnen, konnte er nicht gut sorgen. Statt seinen Beruf als Handwerker auszuüben, fuhr er regelmäßig zur Dannstadter Höhe und spielte dort für Spenden auf seiner Ziehharmonika. Überliefert ist seine als skurril wahrgenommene Angewohnheit, immer, wenn er zu Gast war, um ein Glas zu bitten, um auf dem Herd erwärmtes Wasser aus dem „Schiff“, dem damals üblichen Wasserbehälter am Küchenherd, zu trinken. Auch ist überliefert, wie er den Zimmerermeister „Schoo“ Deutschel einst um Arbeit bat, da er durch den örtlichen Schlichtungsausschuss bei Bürgerstreitigkeiten, der „Sühne“, zur Zahlung von 50 Mark Schmerzensgeld verpflichtet wurde. Er soll gesagt haben: „Schoo stell dir vor, ich hab dem B.-Schorsch im Zorn mit meinem Zimmermanns-Hammer (einem Holzhammer) auf die Stirn geschlagen.“ Ebenso bekannt ist die Erzählung über den Kerwe-Montag 1908, der den höchsten Festtag des Dorfes darstellte. Während er dort auf dem Dach der sich im Bau befindlichen Siegfried-Apotheke stand, um die Dachlatten zu befestigen, sollen die morgendlichen Fußgänger stets den Kopf geschüttelt haben. Es soll geheißen haben: „Gell, beim Walles scheint doch ebbes nett koscher zu sein.“ Sein Werkzeug sowie seine Hobelbank befinden sich heute im Schul- und Heimatmuseum in der Rheingönheimer Mozartschule.

### Esterhaszy
Ludwig Frey, aufgrund seiner Jagdleidenschaft lokal nur Esterhaszy genannt, war von 1898 bis 1907 der Gastwirt des dem Rheingönheimer Gemeindehaus gegenüberliegenden Gasthofs „Zum Löwen“. Er erlangte seine Bekanntheit durch die zahlreichen Streiche, die er seinen Gästen spielte. Die bekannteste Geschichte ist hierbei diejenige über den Dorfglöckner Wilhelm Vay. Dieser lief auf seinem Weg zur Rheingönheimer Kirche täglich an Esterhaszys Lokal vorbei. Esterhaszy machte es sich zur Aufgabe, den Glöckner aufgrund seiner Pünktlichkeit zu erschrecken. Als er eines Abends im Glockenraum der Kirche das Vesperläuten betätigen wollte, bemerkte er hinter sich ein Geräusch sowie das Aufleuchten einer Laterne. Auf der schmalen Treppe stand Esterhaszy in ein weißes Gewand gehüllt und somit einen Geist imitierend. Vay erschrak derart, dass ihm das Glockenseil entglitt und er aus dem Turm floh. Am folgenden Tag bohrte dieser ein Loch in die schwere Eichentür des Glockenturmes, um das Seil von außen bedienen zu können und den Turm nicht mehr betreten zu müssen. Dieses Loch blieb bis zur Zerstörung des Kirchturms im Zweiten Weltkrieg sichtbar.
Eine weitere Geschichte besagt, dass Esterhaszy zu einer Treibjagd ins Rheingönheimer Oberfeld eingeladen war. Als ein Fasanenhahn direkt vor ihm aus einer Bondensenke abhob, wartete er mit dem Schießen bis dieser eine ausreichende Flughöhe erreicht hatte. Im gleichen Moment passierte jedoch ein Zug der Reichsbahn das Gebiet, sodass der Schuss ein offenes Zugabteil traf. Verletzt worden sei niemand, da das Zugabteil leer gewesen sei. Diese Geschichte wurde  dem Chronisten Walter Schäfer, der sich mit den Ludwigshafener Originalen beschäftigte, durch einen Zeitzeugen bestätigt.

### Hans Warsch

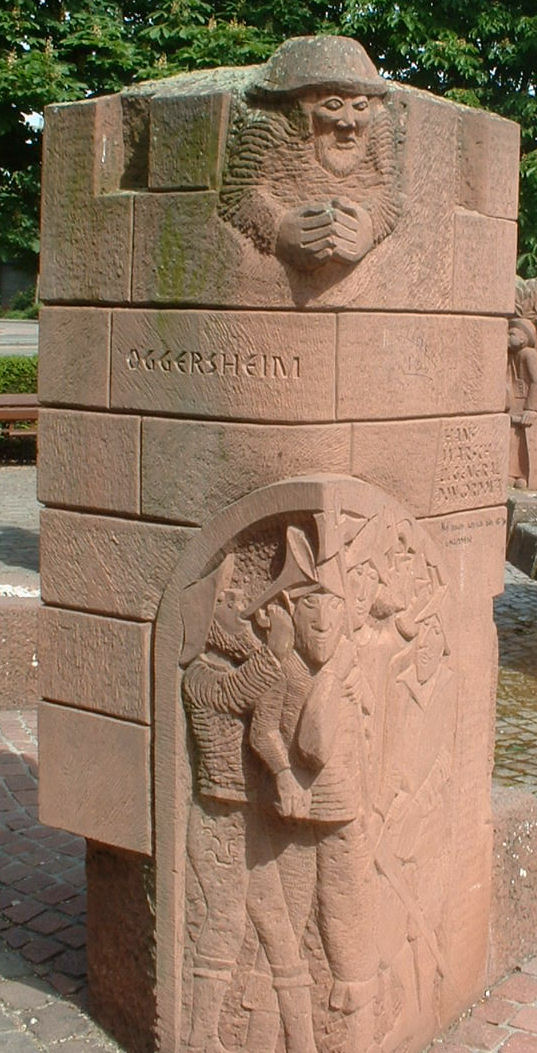
Hans Warsch auf dem Oggersheimer Stadtteilbrunnen im Friedenspark

Hans Warsch war ein Oggersheimer Schafhirte, der während der Belagerung Oggersheims im Dreißigjährigen Krieg 1621 lokale Bekanntheit erlangte. Im Laufe der Zeit veränderten sich die Erzählungen über ihn immer stärker, sodass nur wenig gesicherte Informationen vorhanden sind. Johann Philipp Abelin druckte noch zu Kriegszeiten das Werk „Theatrum Europaeum“, in dem Warsch erwähnt wird. Auch Karl Kreuter erwähnte in seinem 1910 erschienenen Buch „Geschichte der Stadt Oggersheim“, dass die Ereignisse häufig „mit Zutaten“ wiedergegeben würden. Achim von Arnim schrieb ebenso ein Theaterstück, indem er die immer stärker werdenden Widersprüche forcierte. Als gesichert gilt, dass ein Großteil der Oggersheimer während der Belagerung durch den spanischen General Don Cordova flohen, während lediglich Hans Warsch und seine Familie zurückblieben. Dieser verhandelte eigenständig die Übergabebedingungen und erreichte, dass seine Familie verschont wurde und sie ihre Religion als Reformierte weiter ausüben durften. Im Austausch dafür öffnete Warsch die Stadttore.
In Oggersheim ist ein Platz zu seinen Ehren nach ihm benannt. Auch ist er auf dem Oggersheimer Stadtteilbrunnen im Friedenspark abgebildet.

### Hemshof-Friedel

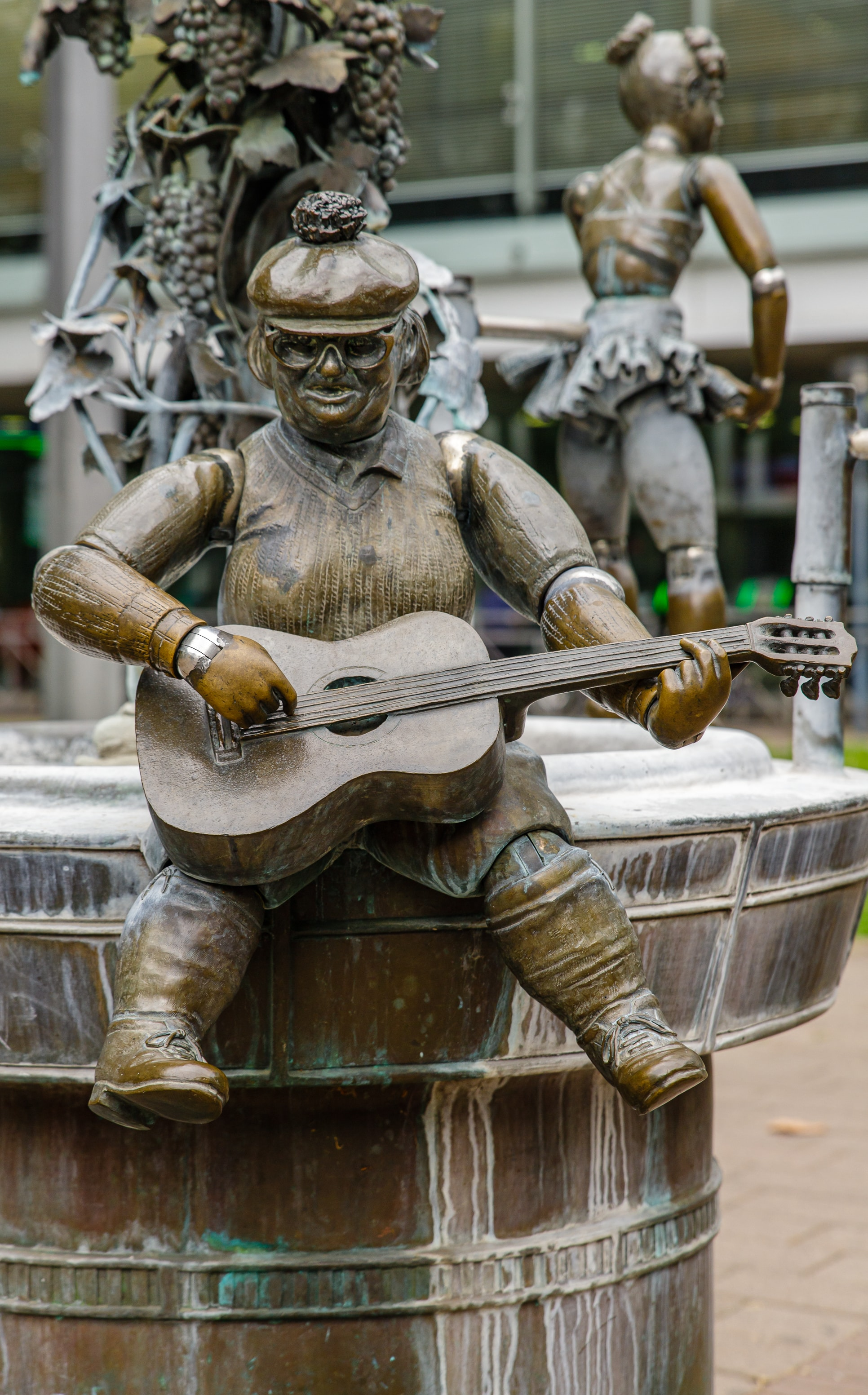
Hemshof-Friedel-Skulptur am Brunnen „Pfälzische Lebensfreude“ auf dem Ludwigsplatz

Elfriede Kafschinsky (* 1914 in Braunschweig; † 17. Oktober 1979), lokal bekannt als Hemshof-Friedel war vor allem im namensgebenden Stadtteil Hemshof als Unterhaltungssängerin verortet. Sie verdiente ihr Geld vor Ort als Straßenmusikerin und erlangte vor allem mit dem Hemshof-Boogie und einem Schandlied über das Sozialamt Bekanntheit. Letzteres hatte gar zum Ergebnis, dass das Sozialamt sie im Sinne des Traditionsschutzes förderte. 1975 sang Kafschinsky erst im Regionalprogramm des Südwestfunks und später im Saarländischen Rundfunk. Die Bild-Zeitung bezeichnete sie nach einem Auftritt im Berliner RIAS als „verrückteste Sängerin, die es in Deutschland gibt“. Darüber hinaus hatte sie Auftritte auf diversen regional bekannten Volksfesten wie dem Dürkheimer Wurstmarkt oder dem Speyerer Brezelfest. Infolge ihres ausgeprägten Alkoholismus und einem zwei Tage andauernden Alkoholrausch starb sie 1979 im Krankenhaus an Leberzirrhose.

### Meesehannes

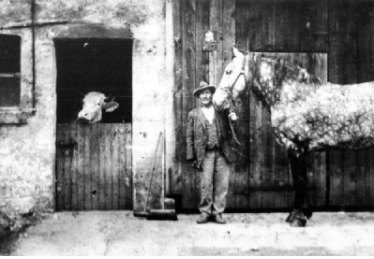
Der Meesehannes bei dem fingierten Fototermin

Johann Mees (* 15. Mai 1881; † 10. April 1931), lokal bekannt als Meesehannes ist ein Original des Ludwigshafener Stadtteils Oppau. Aufgrund einer Hirnhautentzündung in jungen Jahren litt er an einer kognitiven Behinderung. Er arbeitete als Helfer für Oppauer Landwirte und starb, bevor Oppau nach Ludwigshafen eingemeindet wurde. Bekanntheit erlangte er, da ihm durch die Handwerksmeister der umliegenden Wirtshäuser häufig Streiche gespielt worden sein sollen. Unter den diversen Geschichten über diese Streiche, wird die Geschichte über den „Apfelschimmel“ aufgrund eines Bildbelegs als authentisch eingeschätzt. Der Landwirt, für den er gegenwärtig arbeitet, wollte dem Meessehannes augenscheinlich eine Freude bereiten und organisierte einen Fotografen, der ihn mit seinem Lieblingspferd des Hofes, einem Apfelschimmel, fotografieren sollte. Er sagte zu diesem: „Hannes, heit Middaaach kummt de Pfodograf; do wersch uffgenumme mit'm Schimmel.“ Der sich freuende Meesehannes zog sich daraufhin seine Sonntagskleidung an und bürstete das Pferd. Es handelte sich hierbei jedoch um einen Streich der Handwerker, die heimlich eine Kuh an die Stalltür brachten, sodass sie im Bildhintergrund zu sehen war. Dies war eine Anspielung auf seinen, häufig von Kindern gerufenen, Spitznamen „Meesekuh“. Bei dem Anblick des Bildes soll er so wütend gewesen sein, dass er seine Tätigkeit bei dem Landwirt kündigte.
Häufig wird – auch aufgrund eines Buches aus dem Jahr 1952 – rezipiert, der Meesehannes und das Mannheimer Original Blumepeter hätten sich gekannt oder wären gar befreundet gewesen. Zwei in nächster Nähe stehende Hochhäuser in der Saarlandstraße sind ebenfalls nach beiden benannt. Es ist jedoch davon auszugehen, dass sie sich nie gekannt haben.

### Unkel Edwin
Unkel Edwin (* 1890; † 1985) wurde insbesondere in der Ruchheimer Stadtbevölkerung bekannt. Noch im hohen Rentenalter prägte er das Stadtbild, indem er unermündlich mit seinem Fahrrad durch den Ort fuhr, mit diesem große Mengen Waren in den  lokalen Geschäften kaufte und bei Freunden und Bekannten ablieferte. Anstatt einschlägige Prospekte zu verwenden, fuhr er jeden Montagmorgen die Geschäfte ab, um die aktuellen Sonderangebote zu erfragen. Auch stellte er zeitweise den täglichen Apothekenlieferdienst zwischen Ruchheim und Oggersheim, da es in Ruchheim noch keine Apotheke gab. Zur Grundausstattung seines Fahrrads gehörte neben einem Drahtkorb auf dem Gepäckträger auch eine befestigte Milchkanne sowie ein Holzknüppel. Wegen letzterem geriet Unkel Edwin wiederholt in Schwierigkeiten und legte daher regelmäßig in der Oggersheimer Wallfahrtskirche die Beichte ab. Einmal soll er gesagt haben: „So, Herr Parre, do bin ich mol widder un' bring e' Körbche voll Sünde mit.“

### Werschte Baschdl
Sebastian Werst (* 1895; † 1990), lokal bekannt als Werschte Baschdl war vor allem im heutigen Ludwigshafener Stadtteil Oggersheim aktiv. Er wurde durch sein Engagement für die Oggersheimer Gemeinschaft und das lokale Vereinswesen bekannt. Ebenfalls in der Stadtbevölkerung beliebt war er aufgrund seiner humorvollen Teilnahmen an diversen lokalen Stammtischen, bei denen er beispielsweise regelmäßig einschlief. Er war unter anderem Mitgründer der Ortsvereine Ludwigshafen und Oggersheim des Deutschen Roten Kreuzes und half nach dem Zweiten Weltkrieg bei der Errichtung eines Durchgangslagers für Heimkehrer und Flüchtlinge. Auch war er Mitgründer des 1925 gegründeten Oggersheimer Karnevalsvereins. Bei der ersten Ordensbestellung für den Verein in Mainz, soll der Verkäufer von der gewünschten Größe so überrascht gewesen sein, dass er dabei „Oha, Feind mach langsam.“ ausgerufen haben soll. Diesen Ausdruck nutze Werst, sodass es in den Folgejahren während der Vereinssitzungen stets nicht etwa „Helau“ oder „Ahoi“ hieß, sondern „Oha“.